# ماتریس آنسف
ماتریس آنسف (به انگلیسی: Ansoff Matrix) یک ابزار برنامه‌ریزی راهبردی است که چهارچوبی برای کمک به مدیران و بازاریابان به منظور تدوین راهبردهایی برای رشد در آینده فراهم می‌سازد. 
این مفهوم را ایگور آنسف (به انگلیسی: Igor Ansoff) ریاضی‌دان و مدیر کسب و کار طراحی کرده است. 